# Urbia Melendez
Urbia Melendez (n. 30 iulie 1972, Cuba) este o sportivă ce a reprezentat Cuba, medaliată olimpică. A participat la o ediție a Jocurilor Olimpice (2000) în care a câștigat o medalie de argint.